# Dapsa grancanariensis
Dapsa grancanariensis is een keversoort uit de familie zwamkevers (Endomychidae). De wetenschappelijke naam van de soort werd in 1974 gepubliceerd door Palm.